# Merouane Zemmama
Merouane Zemmama (7 de outubro de 1983) é um futebolista profissional marroquino que atua como meia-atacante

## Carreira
Merouane Zemmama representou a Seleção Marroquina de Futebol nas Olimpíadas de 2004.